# اولکسوویتسه
اولکسوویتسه (به چکی: Oleksovice) یک منطقهٔ مسکونی در جمهوری چک است که در ناحیه زنویمو واقع شده‌است. اولکسوویتسه ۱۸٫۳۲ کیلومتر مربع مساحت و ۶۸۰ نفر جمعیت دارد و ۱۹۹ متر بالاتر از سطح دریا واقع شده‌است.